# Release the Stars
Release the Stars è un album di Rufus Wainwright, pubblicato il 15 maggio 2007 dall'etichetta discografica Geffen Records.
L'album, che vede Neil Tennant dei Pet Shop Boys in veste di produttore esecutivo, contiene 12 brani tutti composti dallo stesso Wainwright.
Divenne Disco d'Oro in Canada e Regno Unito, dove raggiunse la seconda posizione in classifica.
Dal CD furono estratti i singoli Going to a Town, Rules and Regulations e Tiergarten.
La canzone Tulsa è dedicata a Brandon Flowers frontman dei The Killers dopo averlo incontrato proprio a Tulsa, in un pub.

## Tracce
1. Do I Disappoint You – 4:40
2. Going to a Town – 4:06
3. Tiergarten – 3:26
4. Nobody's Off the Hook – 4:27
5. Between My Legs – 4:26
6. Rules and Regulations – 4:05
7. Not Ready to Love – 5:51
8. Slideshow – 6:21
9. Tulsa – 2:20
10. Leaving for Paris N° 2 – 4:52
11. Sanssouci – 5:16
12. Release the Stars – 5:20